# Chorale Roanne Basket
O Chorale Roanne Basket é um clube de basquetebol baseado em Roanne, Auvérnia-Ródano-Alpes, França que atualmente disputa a LNB Pro B. Manda seus jogos no Halle André Vacherresse com capacidade para 4.989 espectadores.

## Histórico de Temporadas
| Temporada | Nível | Liga      | Pos.                             | J                                | PL                               | Resultado                        | Outras competições    | Copa da França    | Competições europeias    |
| --------- | ----- | --------- | -------------------------------- | -------------------------------- | -------------------------------- | -------------------------------- | --------------------- | ----------------- | ------------------------ |
| 1988-89   | 2     | LNB Pro B | 2                                |                                  |                                  | Promovido                        |                       |                   |                          |
| 1989-90   | 1     | LNB Pro A | 14                               | 12-22                            |                                  |                                  |                       |                   |                          |
| 1990-91   | 1     | LNB Pro A | 14                               | 11-19                            |                                  |                                  |                       |                   |                          |
| 1991-92   | 1     | LNB Pro A | 9                                | 15-15                            | 3-3                              | Quartas de finais                |                       |                   |                          |
| 1992-93   | 1     | LNB Pro A | 14                               | 7-19                             |                                  | Rebaixado                        |                       |                   |                          |
| 1993-94   | 2     | LNB Pro B |                                  |                                  |                                  |                                  |                       |                   |                          |
| 1994-95   | 2     | LNB Pro B | 5                                |                                  |                                  |                                  |                       |                   |                          |
| 1995-96   | 2     | LNB Pro B | 7                                | 15-13                            | 1-1                              | Quartas de finais                |                       |                   |                          |
| 1996-97   | 2     | LNB Pro B | 14                               |                                  |                                  |                                  |                       |                   |                          |
| 1997-98   | 2     | LNB Pro B | 15                               | 11-23                            |                                  |                                  |                       |                   |                          |
| 1998-99   | 2     | LNB Pro B | 16                               | 12-18                            |                                  |                                  |                       |                   |                          |
| 1999-00   | 2     | LNB Pro B | 11                               | 15-19                            |                                  |                                  |                       |                   |                          |
| 2000-01   | 2     | LNB Pro B | 3                                | 9-21                             |                                  |                                  |                       |                   |                          |
| 2001-02   | 2     | LNB Pro B | 2                                | 21-9                             |                                  | Promovido                        |                       |                   |                          |
| 2002-03   | 1     | LNB Pro A | 13                               | 9-21                             |                                  |                                  |                       |                   |                          |
| 2003-04   | 1     | LNB Pro A | 16                               | 11-23                            |                                  |                                  |                       |                   |                          |
| 2004-05   | 1     | LNB Pro A | 16                               | 9-25                             |                                  |                                  |                       |                   |                          |
| 2005-06   | 1     | LNB Pro A | 9                                | 15-19                            | 1-2                              | Playoff preliminar               |                       | Primeira fase     |                          |
| 2006-07   | 1     | LNB Pro A | 2                                | 12-22                            | 5-1                              | Campeão                          | "Semaine des As" C    | Primeira fase     |                          |
| 2007-08   | 1     | LNB Pro A | 4                                | 20-10                            | 4-3                              | Finalista                        | "Semaine des As" QF   | Segunda fase      | 1 EuroLiga TR (4v-10d)   |
| 2008-09   | 1     | LNB Pro A | 5                                | 19-15                            | 1-2                              | Quartas de finais                | "Semaine des As" SM   | Semifinais        | 2 EuroCopa TR (1v-5d)    |
| 2009-10   | 1     | LNB Pro A | 3                                | 21-9                             | 3-3                              | Semifinalista                    | "Semaine des As" SM   | Segunda fase      | 2 EuroCopa FC (1v-1d)    |
| 2009-10   | 1     | LNB Pro A | 3                                | 21-9                             | 3-3                              | Semifinalista                    | "Semaine des As" SM   | Segunda fase      | 3 EuroChallenge 3º lugar |
| 2010-11   | 1     | LNB Pro A | 5                                | 18-12                            | 1-2                              | Quartas de finais                | "Semaine des As" QF   | Segunda fase      | 2 EuroCopa TR (0v-6d)    |
| 2011-12   | 1     | LNB Pro A | 7                                | 16-14                            | 0-2                              | Quartas de finais                | "Semaine des As" QF   | Quartas de Finais | 3 EuroChallenge QF       |
| 2012-13   | 1     | LNB Pro A | 5                                | 17-13                            | 1-2                              | Quartas de finais                | "Leaders Cup" QF      | Quartas de Finais |                          |
| 2013-14   | 1     | LNB Pro A | 15                               | 6-24                             |                                  | Rebaixado                        |                       | Quartas de Finais |                          |
| 2014–15   | 2     | LNB Pro B | 8                                | 19-15                            | 0-2                              | Quartas de finais                | "Leaders Cup ProB" QF | Primeira fase     |                          |
| 2015–16   | 2     | LNB Pro B | 16                               | 13-21                            |                                  |                                  |                       | Segunda fase      |                          |
| 2016–17   | 2     | LNB Pro B | 15                               | 14-20                            |                                  |                                  | "Leaders Cup ProB" C  | Oitavas de finais |                          |
| 2017-18   | 2     | LNB Pro B | 2                                | 26-8                             | 4-3                              | FinalistaPlayoffs                |                       |                   |                          |
| 2018-19   | 2     | LNB Pro B | 1                                | 26-8                             |                                  | Promovidocampeão                 | "Leaders Cup ProB" C  |                   |                          |
| 2019-20   | 1     | Élite     | Cancelado - Pandemia de COVID-19 | Cancelado - Pandemia de COVID-19 | Cancelado - Pandemia de COVID-19 | Cancelado - Pandemia de COVID-19 |                       |                   |                          |
| 2020-21   | 1     | Élite     | 15º                              | 11-23                            |                                  |                                  |                       |                   |                          |
| 2021-22   | 1     | Élite     | 13º                              | 13-21                            |                                  |                                  |                       |                   |                          |
| 2022-23   | 1     | Élite     | 11º                              | 15-19                            |                                  |                                  |                       |                   |                          |
| 2023-24   | 1     | Élite     | 17º                              | 10-24                            |                                  | Rebaixado                        |                       |                   |                          |
| 2024-25   | 2     | Pro B     | 5º                               | 23-15                            | 0-2                              | Quartas de finais                |                       |                   |                          |

fonte:eurobasket.com

## Títulos

### LNB Pro A (primeira divisão)
- Campeão (2):1958-59, 2006-07

### Copa da França
- Finalista (1):1963-64

### La Semaine des As
- Campeão (1):2007

### Leaders Cup Pro B
- Campeão (2):2017, 2019

### FIBA EuroChallenge
- Terceiro colocado: 2009-10